# Skallavrak
Skallavrak eller Skallevraket är en liten by med ett fåtal glest belägna hus i norra delarna av Ronneby kommun.
Närhet till småländska gränsen, Ronnebyån och Blomstergården.